# Atletismo nos Jogos Olímpicos de Verão de 2016 - 5000 m masculino

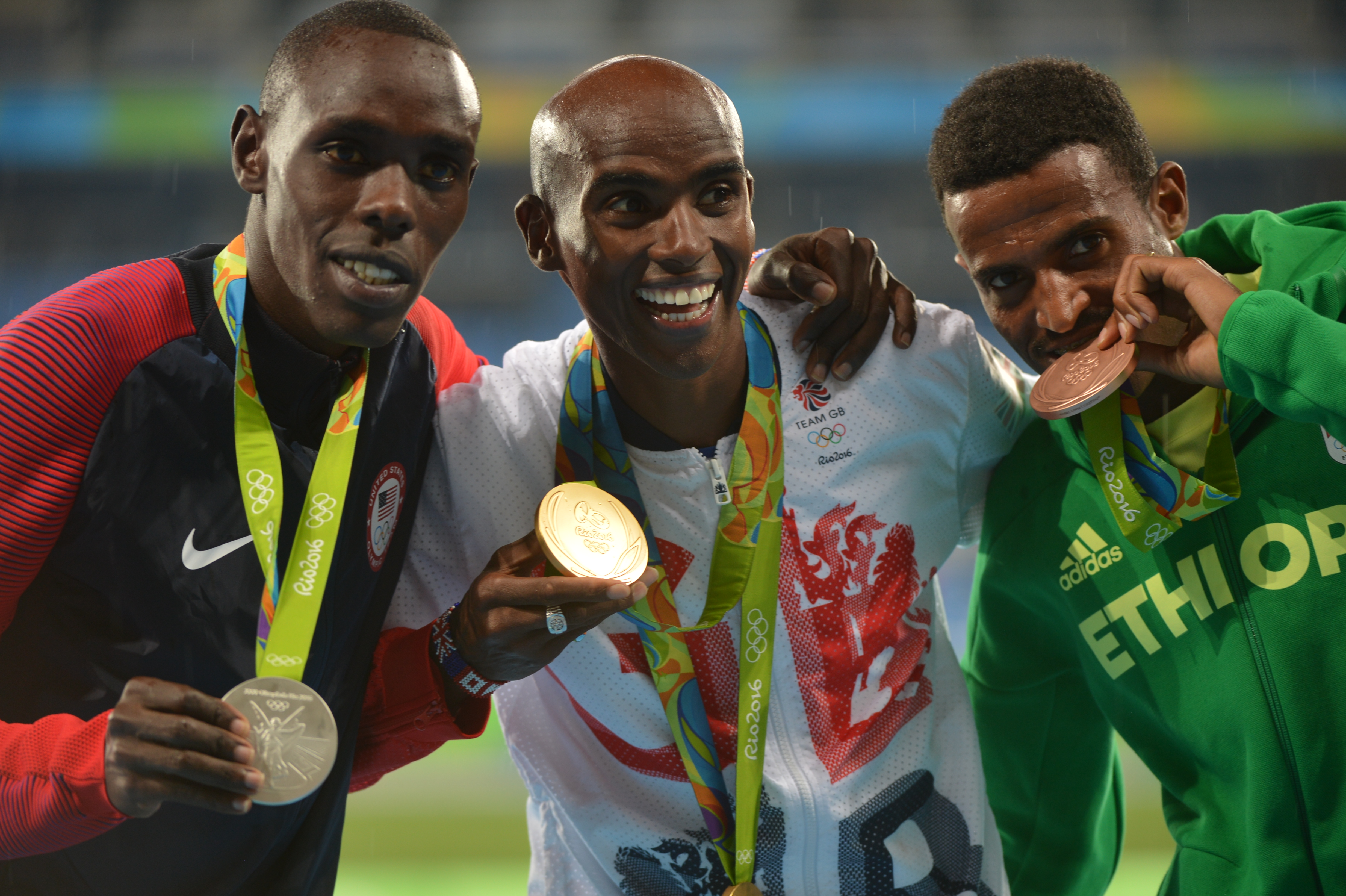
Medalhistas da prova.

A competição dos 5000 metros rasos masculino do atletismo nos Jogos Olímpicos de Verão de 2016 aconteceu entre os dias 17 e 20 de agosto no Estádio Olímpico.

## Calendário
Horário local (UTC-3).
| Data                         | Horário | Fase          |
| ---------------------------- | ------- | ------------- |
| Quarta, 17 de agosto de 2016 | 10:05   | Eliminatórias |
| Sábado, 20 de agosto de 2016 | 21:30   | Final         |

## Medalhistas
| Ouro   | GBR Mo Farah        |
| Prata  | USA Paul Chelimo    |
| Bronze | ETH Hagos Gebrhiwet |

## Recordes
Antes desta competição, os recordes mundiais e olímpicos da prova eram os seguintes:
| Tipo | Atleta          | Tempo    | Local   | Data                 |
| ---- | --------------- | -------- | ------- | -------------------- |
|      | Kenenisa Bekele | 12:37.35 | Hengelo | 31 de maio de 2004   |
|      | Kenenisa Bekele | 12:57.82 | Pequim  | 23 de agosto de 2008 |

## Resultados

### Eliminatórias
Qualificação: Os primeiros 5 em cada bateria (Q) e os 5 mais rápidos (q) avançam para as finais.

#### Bateria 1
| Pos. | Atleta                | CON                | Tempo    | Notas           |
| ---- | --------------------- | ------------------ | -------- | --------------- |
| 1    | Hagos Gebrhiwet       | ETH Etiópia        | 13:24.65 | Q               |
| 2    | Albert Kibichii Rop   | BRN Bahrein        | 13:24.95 | Q               |
| 3    | Mo Farah              | GBR Grã-Bretanha   | 13:25.25 | Q               |
| 4    | Joshua Cheptegei      | UGA Uganda         | 13:25.70 | Q               |
| 5    | Bernard Lagat         | USA Estados Unidos | 13:26.02 | Q               |
| 6    | Caleb Ndiku           | KEN Quênia         | 13:26.63 |                 |
| 7    | Hayle Ibrahimov       | AZE Azerbaijão     | 13:27.11 |                 |
| 8    | Aron Kifle            | ERI Eritreia       | 13:29.45 |                 |
| 9    | Ilias Fifa            | ESP Espanha        | 13:30.23 |                 |
| 10   | Kemoy Campbell        | JAM Jamaica        | 13:30.32 |                 |
| 11   | Jacob Kiplimo         | UGA Uganda         | 13:30.40 |                 |
| 12   | Charles Yosei Muneria | KEN Quênia         | 13:30.95 |                 |
| 13   | Hassan Mead           | USA Estados Unidos | 13:34.27 | q               |
| 14   | Younès Essalhi        | MAR Marrocos       | 13:41.41 |                 |
| 15   | Namakoe Nkhasi        | LES Lesoto         | 13:41.92 |                 |
| 16   | Bashir Abdi           | BEL Bélgica        | 13:42.83 |                 |
| 17   | Olivier Irabaruta     | BDI Burundi        | 13:44.08 |                 |
| 18   | Sam McEntee           | AUS Austrália      | 13:50.55 |                 |
| 19   | Lucas Bruchet         | CAN Canadá         | 14:02.02 |                 |
| 20   | Richard Ringer        | GER Alemanha       | 14:05.01 |                 |
| 21   | Mukhlid Al-Otaibi     | KSA Arábia Saudita | 14:18.48 |                 |
| 22   | Kota Murayama         | JPN Japão          | 14:26.72 |                 |
| 23   | Hari Kumar Rimal      | NEP Nepal          | 14:54.42 |                 |
| 24   | Mohamed Daud Mohamed  | SOM Somália        | 14:57.84 |                 |
| 25   | Rosefelo Siosi        | SOL Ilhas Salomão  | 15:47.76 | Recorde pessoal |

#### Bateria 2
| Pos. | Atleta              | CON                     | Tempo    | Notas                |
| ---- | ------------------- | ----------------------- | -------- | -------------------- |
| 1    | Paul Chelimo        | USA Estados Unidos      | 13:19.54 | Q,                   |
| 2    | Muktar Edris        | ETH Etiópia             | 13:19.65 | Q                    |
| 3    | Dejen Gebremeskel   | ETH Etiópia             | 13:19.67 | Q                    |
| 4    | Birhanu Balew       | BRN Bahrein             | 13:19.83 | Q                    |
| 5    | Andrew Butchart     | GBR Grã-Bretanha        | 13:20.08 | Q                    |
| 6    | Mohammed Ahmed      | CAN Canadá              | 13:21.00 | q                    |
| 7    | Elroy Gelant        | RSA África do Sul       | 13:22.00 | q                    |
| 8    | Abrar Osman         | ERI Eritreia            | 13:22.56 | q                    |
| 9    | Brett Robinson      | AUS Austrália           | 13:22.81 | q                    |
| 10   | David Torrence      | PER Peru                | 13:23.20 | q,                   |
| 11   | Phillip Kipyeko     | UGA Uganda              | 13:24.66 | Recorde da temporada |
| 12   | Isiah Koech         | KEN Quênia              | 13:25.15 |                      |
| 13   | Patrick Tiernan     | AUS Austrália           | 13:28.48 |                      |
| 14   | Florian Orth        | GER Alemanha            | 13:28.88 |                      |
| 15   | Hiskel Tewelde      | ERI Eritreia            | 13:30.23 |                      |
| 16   | Suguru Osako        | JPN Japão               | 13:31.45 | Recorde da temporada |
| 17   | Adel Mechaal        | ESP Espanha             | 13:34.42 |                      |
| 18   | Soufiyan Bouqantar  | MAR Marrocos            | 13:56.55 |                      |
| 19   | Ali Kaya            | TUR Turquia             | 14:05.34 |                      |
| 20   | Tom Farrell         | GBR Grã-Bretanha        | 14:11.65 |                      |
| 21   | Tariq Ahmed Al-Amri | KSA Arábia Saudita      | 14:26.90 |                      |
| 22   | Antonio Abadía      | ESP Espanha             | 14:33.20 |                      |
| 23   | Kefasi Chitsala     | MAW Malawi              | 14:52.89 |                      |
| 24   | San Naing           | MYA Mianmar             | 15:51.05 |                      |
| 25   | Romário Leitão      | STP São Tomé e Príncipe | 15:53.32 |                      |
| –    | Zouhair Aouad       | BRN Bahrein             | DNF      |                      |

### Final

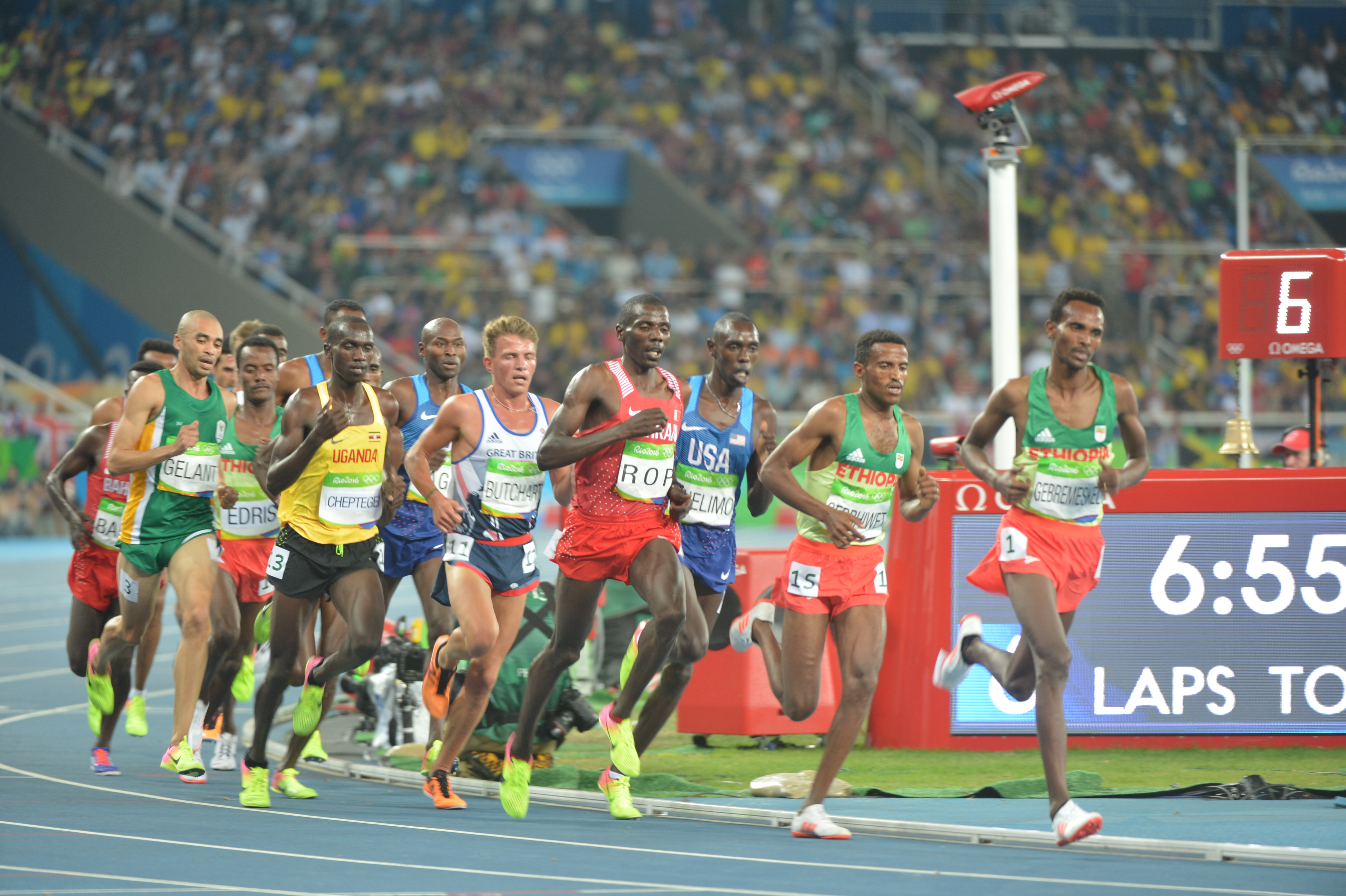
Atletas durante a final.

| Pos.              | Atleta              | CON                | Tempo    | Notas           |
| ----------------- | ------------------- | ------------------ | -------- | --------------- |
| Medalha de ouro   | Mo Farah            | GBR Grã-Bretanha   | 13:03.30 |                 |
| Medalha de prata  | Paul Chelimo        | USA Estados Unidos | 13:03.90 | Recorde pessoal |
| Medalha de bronze | Hagos Gebrhiwet     | ETH Etiópia        | 13:04.35 |                 |
| 4                 | Mohammed Ahmed      | CAN Canadá         | 13:05.94 |                 |
| 5                 | Bernard Lagat       | USA Estados Unidos | 13:06.78 | WMR,            |
| 6                 | Andrew Butchart     | GBR Grã-Bretanha   | 13:08.61 | Recorde pessoal |
| 7                 | Albert Kibichii Rop | BRN Bahrein        | 13:08.79 |                 |
| 8                 | Joshua Cheptegei    | UGA Uganda         | 13:09.17 |                 |
| 9                 | Birhanu Balew       | BRN Bahrein        | 13:09.26 | Recorde pessoal |
| 10                | Abrar Osman         | ERI Eritreia       | 13:09.56 |                 |
| 11                | Hassan Mead         | USA Estados Unidos | 13:09.81 |                 |
| 12                | Dejen Gebremeskel   | ETH Etiópia        | 13:15.91 |                 |
| 13                | Elroy Gelant        | RSA África do Sul  | 13:17.47 |                 |
| 14                | Brett Robinson      | AUS Austrália      | 13:32.30 |                 |
| 15                | David Torrence      | PER Peru           | 13:43.12 |                 |
| –                 | Muktar Edris        | ETH Etiópia        | DSQ      | R 163.3b        |

Legenda
| Recorde mundial      | Recorde mundial (World record)               |                       | Recorde africano                      | Recorde africano (African) |                                           | Q | Classificado por posição (Qualified) |
| Recorde olímpico     | Recorde olímpico (Olympic record)            | Recorde da América    | Recorde da América (Americas)         | q                          | Classificado por melhor tempo (Qualified) |   |                                      |
| Melhor marca do ano  | Melhor marca do ano (World leading)          | Recorde asiático      | Recorde asiático (Asian)              | DNS                        | Não largou (Did not start)                |   |                                      |
| Recorde nacional     | Recorde nacional (National record)           | Recorde europeu       | Recorde europeu (European)            | DNF                        | Não terminou (Did not finish)             |   |                                      |
| Recorde pessoal      | Recorde pessoal do atleta (Personal best)    | Recorde da Oceania    | Recorde da Oceania (Oceania)          | DSQ / DQ                   | Desclassificado (Disqualified)            |   |                                      |
| Recorde da temporada | Recorde da temporada do atleta (Season best) | Recorde sul-americano | Recorde sul-americano (South America) | NM                         | Sem marca (No mark)                       |   |                                      |